# Lactarius alnicola
Lactarius alnicola es una especie de hongo de la familia de setas Russulaceae. Los cuerpos de fructificación producidos por el hongo se caracterizan por un "sombrero" pegajoso de color vainilla de 20 cm de diámetro que contiene una mezcla de tonos amarillos dispuestos en pistas concéntricas discretas. Las láminas, bastante próximas una de las otras, son inicialmente blanquecinas y luego se convierten en marrón amarillento cuando el hongo alcanza la madurez. El tallo mide hasta 6 cm de altura y tiene manchas de color marrón-amarillento. Cuando es cortado o lesionado, el hongo libera un látex blanco, que tiene un sabor amargo. El sabor extremadamente picante de los cuerpos fructíferos vuelve a la seta no comestible.
El hongo se encuentra en el oeste de Estados Unidos y México, principalmente en el estado de Baja California. Crece en las asociaciones de micorrizas con diversas especies de coníferas como el abeto, el pino y pícea y especies de hoja caduca como el roble y el aliso. También se ha recogido en la India. Dos variedades fueron nombrados: pitkinensis, con el sombrero y el tronco inferior y conocida a partir de muestras del estado norteamericano de Colorado, y pungens, de Míchigan, con un olor característico.

## Taxonomía
La especie fue descrita originalmente por micólogo estadounidense Alexander H. Smith en 1960 de una colección hecha hace dos años cerca de lago Warm, en el estado norteamericano de Idaho. El hongo fue recogido por primera vez de una corona de árbol de género Alnus (aliso) con cerca de coníferas y su epíteto específico refleja la asociación presumida entre estas especies - el término alnicola, desde el latín "Alnus" (el género de árboles) y "cola" (que habita), que significa "vivir con Alnus". Posteriormente, los investigadores descubrieron que la especie tiene, en realidad, una relación con coníferas, y no con los alisos como su nombre lo indica. El hongo es conocido popularmente en los países de habla inglesa como "milkcap golden" (nata de oro).
Alnicola lactarius es clasificado en la subsección Scrobiculati de la sección Piperites del género Lactarius. Las especies de esta subsección se caracterizan por tener un látex de color blanco o crema de apariencia "cuajado" que se vuelve amarillo cuando se expone al aire y que pueden manchar de amarillo la superficie del cuerpo fructífero del hongo cuando está recién cortada. Además, los bordes del sombrero son peludos, cubiertos con pelos rectos, rígidos y más delgados y groseramente tomentosos o lanosos cuando la seta es joven. Otras especies en este apartado incluyen L. subpaludosus, L. delicatus, L. torminosus, L. payettensis, L. gossypinus, L. pubescens, L. resimus y L. scrobiculatus, esta última la especie-tipo de la subsección.

## Descripción

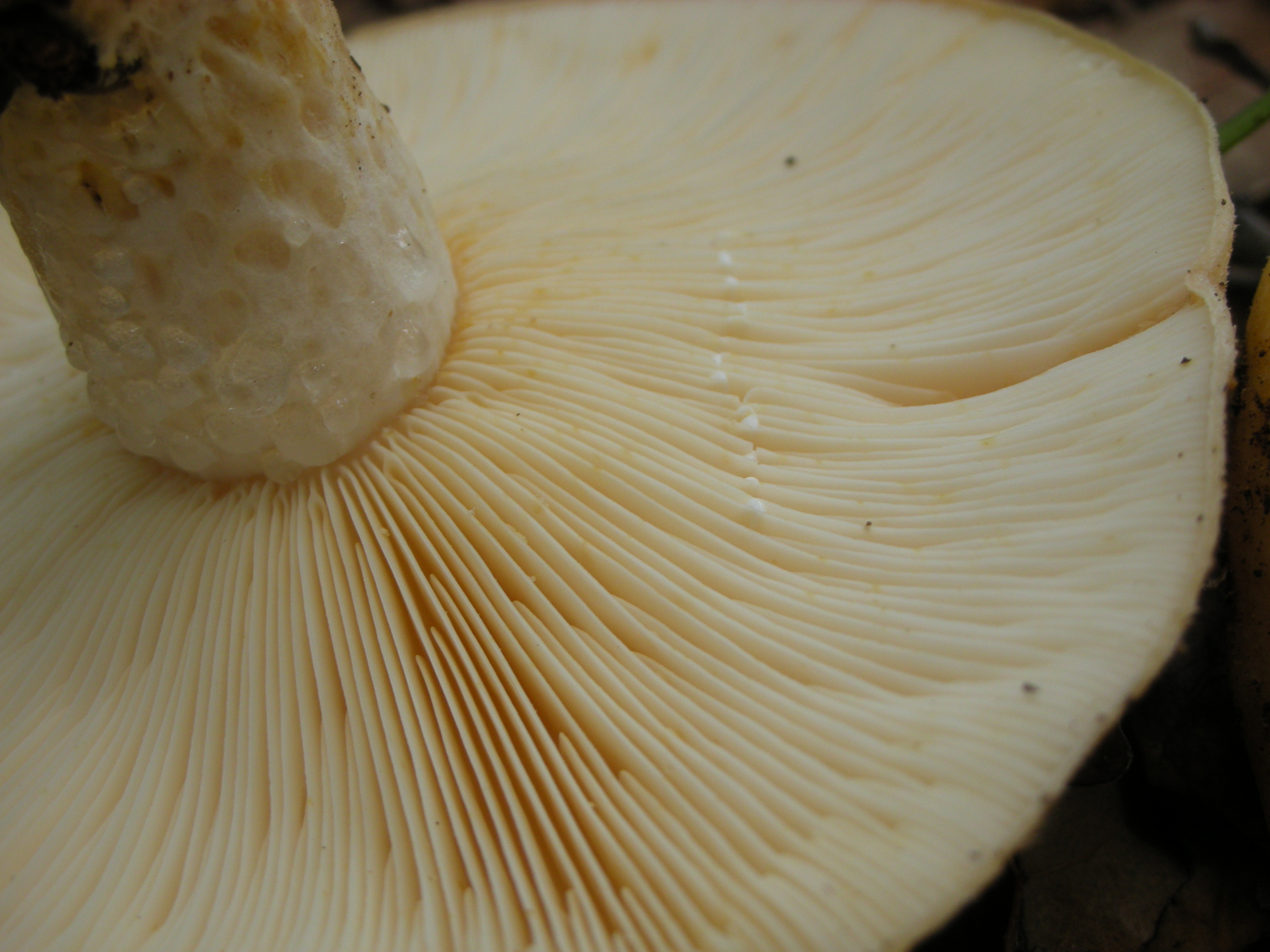
Las láminas se bifurcan cerca del tronco.

El píleo (el "sombrero" de la seta) mide de 8 a 20 cm de diámetro. Es inicialmente convexo pero luego se deprime en la región central, asumiendo la forma de un embudo en la madurez. Inicialmente, el borde del sombrero es encorvado hacia el interior, y se va levantando a medida que el sombrero aumenta de tamaño. La superficie del píleo es pegajosa y viscosa y próximo al margen hay una maraña de "pelo" justo debajo de la capa viscosa. El color de la superficie del sombrero es de color amarillo-ocre, a veces con bandas concéntricas de tonos más claros o más oscuros; el color se vuelve más pálido cerca de la orilla. Las láminas son adnatas (directamente relacionados con el tallo) la resultante (unidos al tronco y se extienden a lo largo de su longitud), estrechas e íntimamente cerca uno del otro. Bifurcadas cerca del tronco, las láminas son inicialmente incurvadas blanquecinas antes de convertirse en marrón-amarillo. Hay muchas lamélulas - pequeñas láminas que no se extienden completamente hasta el tronco.
El tronco o estipe mide de 3 a 6 cm de largo y de 2 a 3 cm de espesor, casi igual en toda su extensión o en forma de tira a la parte inferior. Es seco, duro, con una apariencia desigual y una tonalidad blanquecina a crema amarillenta. El tronco es un principio sólido, pero se hace hueco en el tiempo. La carne es gruesa, dura, de color blanquecino y ligeramente manchada de amarillo pálido después de que la seta sea cortada. No tiene un olor peculiar, mientras el sabor es inmediatamente amargo. El látex es escaso, blanco cuando se expone al aire ambiente e inmutable o con un ligero cambio de color a amarillo. El mancha de amarillo la carne de la seta cuando es cortada y tiene un sabor amargo. Según el micólogo David Arora, los especímenes relacionadas con robles de las regiones centro y sur de California tiene un sabor amargo más latente. La impresión de esporas (una técnica utilizada en la identificación de hongos) puede variar ligeramente de color: los depósitos finos son blancos y los gruesos son más amarillo. El hongo no se considera comestible debido a su fuerte sabor picante.

### Características microscópicas

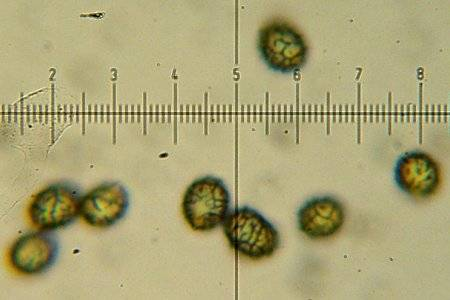
Imagen microscópica de las esporas. Tienen un retículo parcial en la superficie.

Las esporas miden de 7,5 a 10 por 6-8,5 micrómetro (µm), son elipsoides y ornamentado con verrugas y tiras estrechas que forman un retículo parcial. Las partes prominentes de su superficie puede alcanzar hasta 1 micrón de altura, pero son principalmente en el rango de 0,3 a 0,6 µm. Las esporas son hialinas (translúcidas) y amiloides, lo que significa que absorben el yodo cuando se tiñen con el reactivo de Melzer. Los basidios, las células portadores de esporas, cada uno tiene cuatro esporas y miden 37 a 48 de 8 a 11 micrómetros. La cutícula del sombrero es una ixocútis (la capa de tejido en la superficie de un hongo hecho de un hifas gelatinosas) formada por hifas incrustadas que alcanzan de 3 a 5 µm de extensión.

### Variedades
En su monografía de 1979 sobre especies norteamericanas de Lactarius, Lexemuel Hesler y Alexander Smith nombraron dos variedades de L. Alnicola. Lactarius var Alnicola. pitkinensis, encontrada en zonas de coníferas y árboles de la familia Salicaceae en Ashcroft, Colorado, es muy similar a la variedad principal, pero tiene un sombrero con coloración blanca a crema, y un látex que no cambia de color. Sus cuerpos fructíferos son algo más pequeños, con sombreros de hasta 10 cm de ancho y tallos de hasta 4 cm de longitud; sus esporas son ligeramente más grandes, midiendo 9-10,5 por 7,5-9 µm. La segunda variedad descrita, la Lactarius Alnicola var. pungens, se ha reportado solo en bosques mixtos en el estado norteamericano de Míchigan. Se asemeja al principal, pero tiene una superficie pegajosa que luego seca y un sombrero color ocre a color ocre-bronceado con centro amarillo-marrón. La pulpa es de color blanquecino y con un olor acre descrito como "distinto y peculiar".

### Especies similares

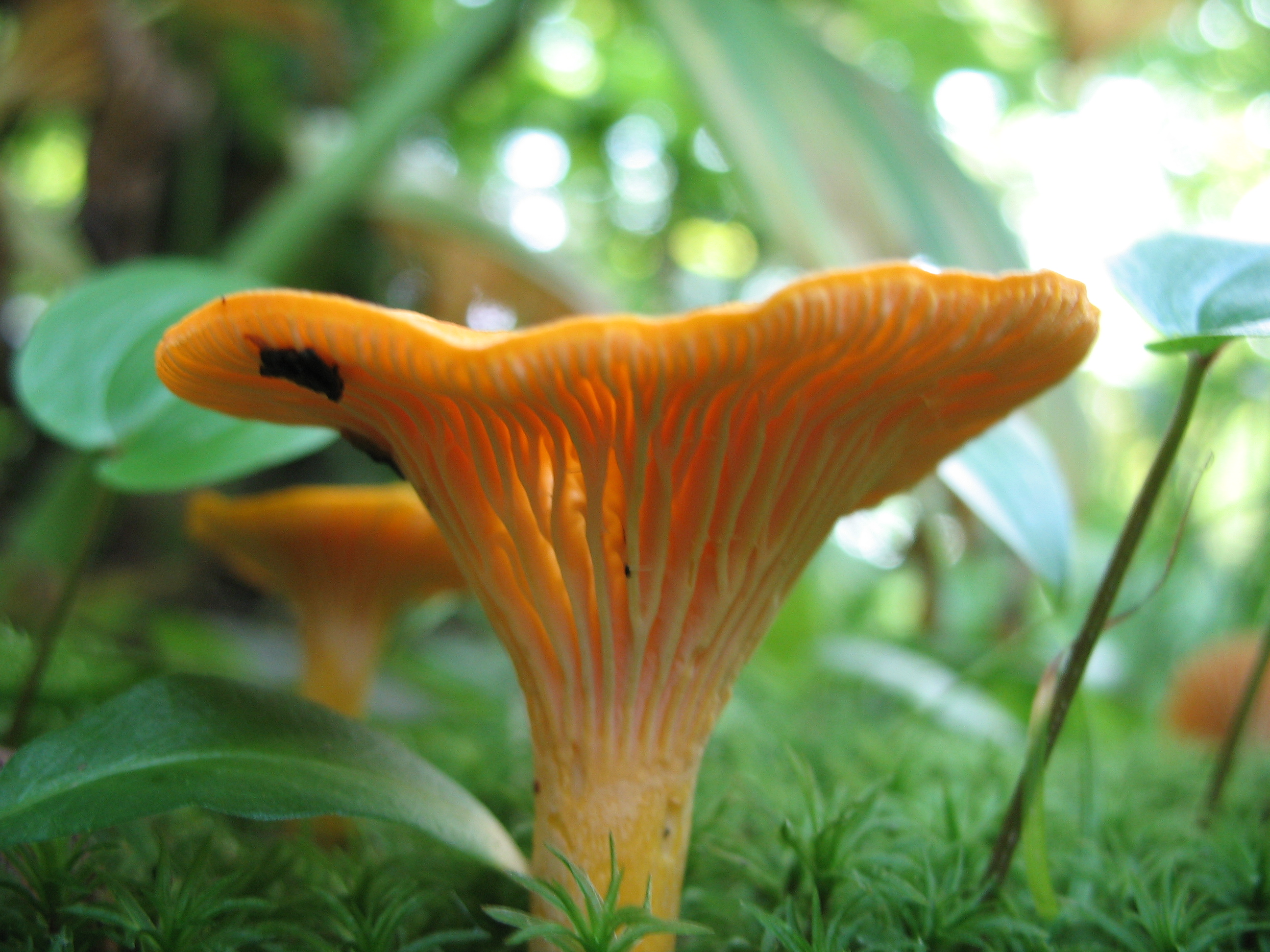
La especie comestible Cantharellus cibarius puede ser confundida con L. alnicola.

Los cazadores de setas novatos pueden confundir el L. alnicola con la especie comestible Cantharellus cibarius, que posee con un cuerpo fructífero en forma de florero con láminas fuertemente derivadas. Otras especies de Lactarius similares incluyen: L. zonarius, L. payettensis, L. yazooensis, L. olympianus y L. psammicola f. glaber. L. olympianus también asociado con las coníferas, y tiene un sombrero amarillo-ocre, pero puede ser distinguido por su tronco, que por lo general está cubierto de manchas. El margen del sombrero de L. payettensis es áspero, en vez de liso. L. yazooensis tiene un sombrero en "zonas" y una carne de sabor extremadamente amargo. Sus branquias cambian de color bordó pálido a rosado-marrón en la madurez. L. psammicola f. glaber tiene una impresión de esporas en un tono de piel-rosado. Los cuerpos fructíferos maduros de L. scrobiculatus var. montanus pueden confundirse con las de L. alnicola. Las setas tienen un margen de sombrero liso, sabor agrio con un látex blanco que lentamente (durante varios minutos) se vuelve amarillo cuando se expone al aire o manchar la carne amarilla y no cambia a "color arcilla" cuando está dañado.

## Ecología, hábitat y distribución
Lactarius alnicola es una especie  ectomicorrícica que participa en una asociación simbiótica con ciertas especies de plantas. En esta asociación, las hifas del hongo permean grandes volúmenes de suelo y obtienen elementos escasos, especialmente fósforo - que muchas veces es un factor limitante para el crecimiento de las plantas - que se transmiten a la planta a cambio de productos metabólicos de la fotosíntesis. Las ectomicorrizas que el hongo forma en asociación con Picea engelmannii tienen contenido lactífero (células productoras de látex) y pigmentos similares a los cuerpos fructíferos. Las setas crecen en grupos en el suelo bajo alisos y coníferas, generalmente aparecen entre julio y octubre. Es una especie bastante común en el oeste de Estados Unidos y el estado mexicano de Baja California. Otros lugares donde ya fueron registrados en México incluyen Veracruz, Villarreal y Tapia. Las poblaciones en el centro y el sur de California son conocidos por ser asociados con robles. En las Montañas Rocosas, el hongo se asocia con especies de árboles subalpinos Picea engelmannii, mientras que en altitudes más bajas es comúnmente encontrada con el pino-canadá (Picea glauca). L. alnicola es también conocida por su asociación con Pinus ponderosa y especies del género Pseudotsuga. El hongo también se ha recogido en el estado de Uttarakhand, India.